# Distrito de Hat

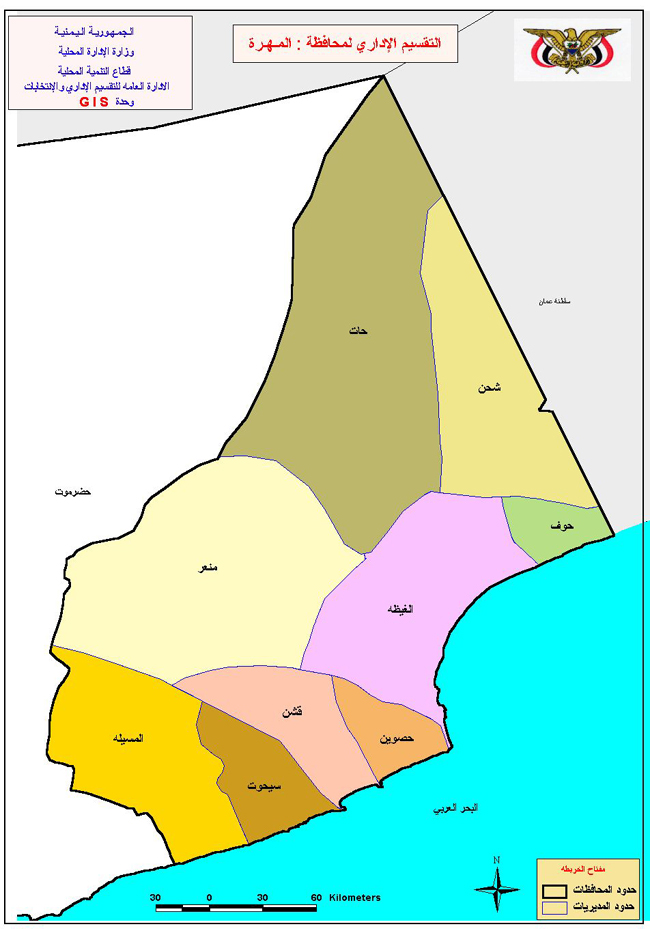
División administrativa de la Gobernación de Al Mahrah.

El Distrito de Hat es un distrito de la Gobernación de Al Mahrah, Yemen. A partir de 2003, el distrito tenía una población de 2786 habitantes.
El clima es caluroso. La temperatura promedio es de 29 °C. El mes más cálido es agosto, con 35 °C, y el más frío enero, con 18 °C. La precipitación media es de 76 milímetros por año. El mes más lluvioso es agosto, con 15 milímetros de lluvia, y marzo el menos lluvioso, con 1 milímetro.